# Celleporaria pigmentaria
Celleporaria pigmentaria är en mossdjursart som först beskrevs av Campbell Easter Waters 1909.  Celleporaria pigmentaria ingår i släktet Celleporaria och familjen Lepraliellidae.
Artens utbredningsområde är Röda havet. Utöver nominatformen finns också underarten C. p. albida.